# Cyathea praecincta
Cyathea praecincta är en ormbunkeart som först beskrevs av Kze., och fick sitt nu gällande namn av Karel Domin. Cyathea praecincta ingår i släktet Cyathea och familjen Cyatheaceae. Inga underarter finns listade.